# Isabel reina de corazones
Isabel, reina de corazones es una obra de teatro de Ricardo López Aranda estrenada en 1983.

## Argumento
La obra nos muestra una versión libre y lírica de la vida y el momento histórico que le tocó vivir a la reina Isabel II de España.

## Estreno
- Teatro: Teatro de la Comedia , Madrid, 19 de septiembre de 1983.[1]
  - Dirección: Antonio Mercero.
  - Producción: Juanjo Seoane.
  - Escenografía: Alfonso Barajas.
  - Intérpretes: Nati Mistral (Isabel II), Conchita Montes (Eugenia de Montijo), Victor Valverde (Benito Pérez Galdós), Vicente Parra (Francisco de Asís), Aurora Redondo (Sor Patrocinio), Anastasio Campoy, Angel Terrón.

- Televisión: La obra se emitió en La 1 (TVE) el 7 de agosto de 1984.